# Bajtava
Bajtava (ungarisch Bajta) ist eine Gemeinde im Westen der Slowakei mit 384 Einwohnern (Stand 31. Dezember 2024), die zum Okres Nové Zámky, einem Kreis des Nitriansky kraj, gehört.

## Geographie

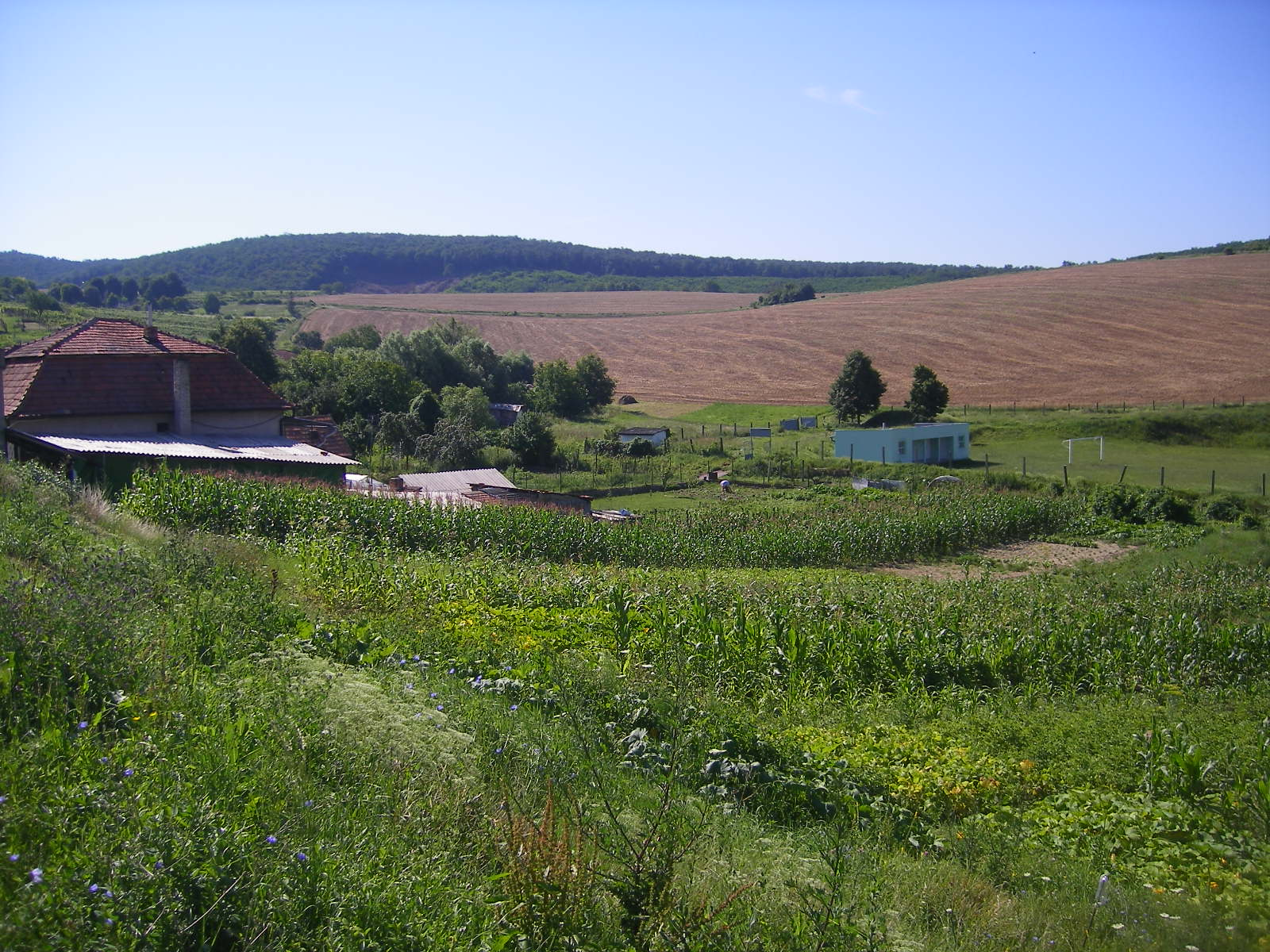
Blick auf die Umgebung von Bajtava, mit dem Gebirge Burda im Hintergrund

Die Gemeinde befindet sich am südlichen Rand des Hügellands Ipeľská pahorkatina innerhalb des slowakischen Donautieflands, in einem Tal am Nordrand des Kleingebirges Burda. Der am Ort vorbeifließende Bach Bajtavský potok gehört zum Einzugsgebiet des Hron. Das Ortszentrum liegt auf einer Höhe von 197 m n.m. und ist neun Kilometer von Štúrovo sowie 59 Kilometer von Nové Zámky entfernt.
Nachbargemeinden sind Salka im Norden, Leľa im Osten, Chľaba im Südosten und Kamenica nad Hronom im Süden und Westen.

## Geschichte

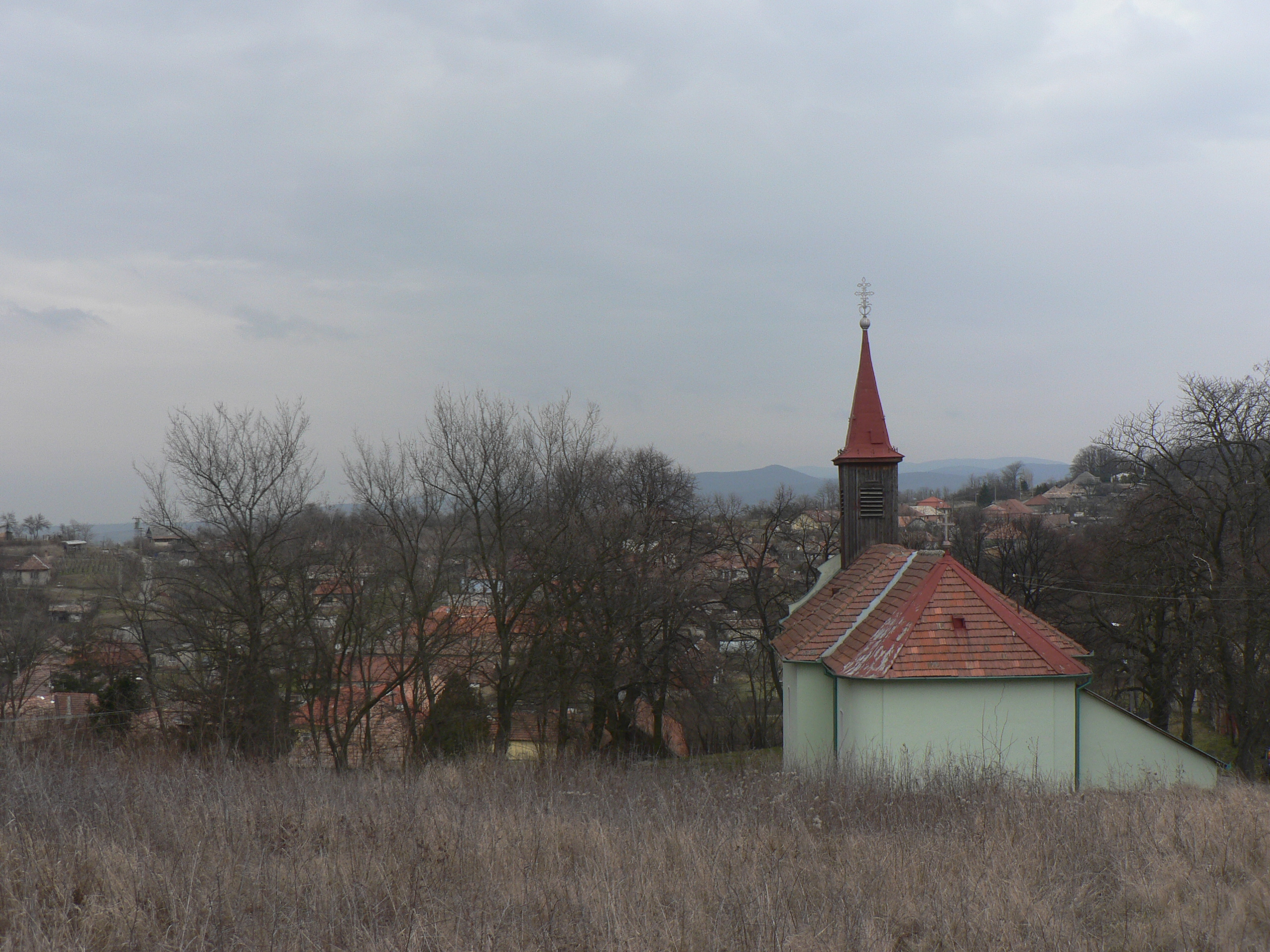
Kirche in Bajtava

Bajtava wurde zum ersten Mal 1261 als Boyta schriftlich erwähnt und war bis 1848 Gut des Erzbistums Gran. 1311 verwüsteten Matthäus Csáks Truppen das Dorf und die Umgebung. Im 16. und 17. Jahrhundert war Bajtava gegenüber dem Osmanischen Reich tributpflichtig und wurde durch kriegerische Auseinandersetzungen mehrmals in Mitleidenschaft gezogen. 1715 gab es 13, fünf Jahre später 15 Haushalte im Ort, dessen Haupteinnahmequellen Landwirtschaft, Weinbau und Viehhaltung waren. 1828 zählte man 67 Häuser und 402 Einwohner, die als Landwirte und Winzer beschäftigt waren. Ein Brand im Jahr 1881 zerstörte 62 Häuser.
Bis 1918/1919 gehörte der im Komitat Hont liegende Ort zum Königreich Ungarn und kam danach zur Tschechoslowakei beziehungsweise heute Slowakei. Auf Grund des Ersten Wiener Schiedsspruchs lag er 1938–1945 noch einmal in Ungarn.

## Bevölkerung
| Jahr                | 1994 | 2004    | 2014    | 2024    |
| ------------------- | ---- | ------- | ------- | ------- |
| Anzahl der Personen | 428  | 388     | 405     | 384     |
| Unterschied         |      | −9,34 % | +4,38 % | −5,18 % |

| Jahr                | 2023 | 2024    |
| ------------------- | ---- | ------- |
| Anzahl der Personen | 388  | 384     |
| Unterschied         |      | −1,03 % |

Nach der Volkszählung 2011 wohnten in Bajtava 403 Einwohner, davon 336 Magyaren, 36 Slowaken sowie jeweils zwei Roma und Tschechen. 27 Einwohner machten keine Angabe zur Ethnie.
353 Einwohner bekannten sich zur römisch-katholischen Kirche. Sieben Einwohner waren konfessionslos und bei 43 Einwohnern wurde die Konfession nicht ermittelt.

## Bauwerke und Denkmäler
- römisch-katholische Kirche Mariä Geburt aus der zweiten Hälfte des 18. Jahrhunderts